# Wilhelm Hochgreve
Wilhelm Hochgreve (* 9. November 1885 in Osterwieck; † 30. Mai 1968 in Goslar) war ein deutscher Autor und Rezitator. Der Schwerpunkt seines literarischen Schaffens ist die Jagdromantik und die Darstellung der Natur in seiner Harzer Heimat. Hochgreve wird auch als der „Hermann Löns des Harzes“ bezeichnet.

## Leben und Werk
Wilhelm Hochgreve wurde in Osterwieck geboren und besuchte das Gymnasium in Goslar. Er studierte in München, Berlin und Leipzig Germanistik, Geschichte und Naturwissenschaften und war in Berlin Schüler des Vortragsmeisters Emil Milan. Seit seinem 18. Lebensjahr betätigte er sich schriftstellerisch im Bereich der Natur- und Heimatkunde. Die Liebe zur Jagd und zur Natur bestimmte sein dichterisches Schaffen. Stilistisch erinnern seine Arbeiten an den Heide-Dichter Hermann Löns. Er verband romantisches Empfinden mit umfangreichen und fundierten Details zum Geschehen in der Natur.
Hochgreve ist auch durch Rezitationsabende hauptsächlich niederdeutscher Literatur in Erscheinung getreten. Dabei kamen ihm seine virtuose Beherrschung deutscher Dialekte und seine hervorragende Fähigkeit zur Imitation von Tierstimmen zugute. Unterlagen zu Leben und Werk von Wilhelm Hochgreve sind im Stadt-Archiv Goslar zu finden. Nach ihm ist eine Straße in Goslar benannt.

## Werke (Auswahl)

### Bücher
- Der lachende Wald, 1910
- Auf Wildpfaden in deutschen Jagdgründen, 1910
- Im Jagdrevier, 1920
- Bilder und Klänge aus Deutschen Bergwäldern, 1921
- Quell des Frohsinns. Ein heiteres Vortragsbuch, 1922
- Über Kimme und Korn, 1925
- Vom Siebenschläfer bis zum Kronenhirsch. Ein Tier- und Jagdbuch, 1927
- Von Wild und Wald und fröhlichem Jagen, 1929
- Da kichert Diana, 1930
- Buntlaub, 1936
- Die Wälder rufen, 1937
- Mit Büchse, Hund und Kamera, 1940
- Dorfleute. Dorfgeschichten deutscher Erzähler, 1943
- Familie Borstig, 1944
- Kleine Wild- und Jagdkunde, 1948
- Die Heimlichen vom Buchenberg, 1950
- Erlebte und erlauschte Tierwelt, 1950
- Wundersames Leben im deutschen Wald, 1954
- Wo die Hirsche röhren, 1956
- Der Teufelshirsch, 1957
- Wald und Wild – meine Welt, 1958
- Ein Leben für Wild und Waidwerk, 1963

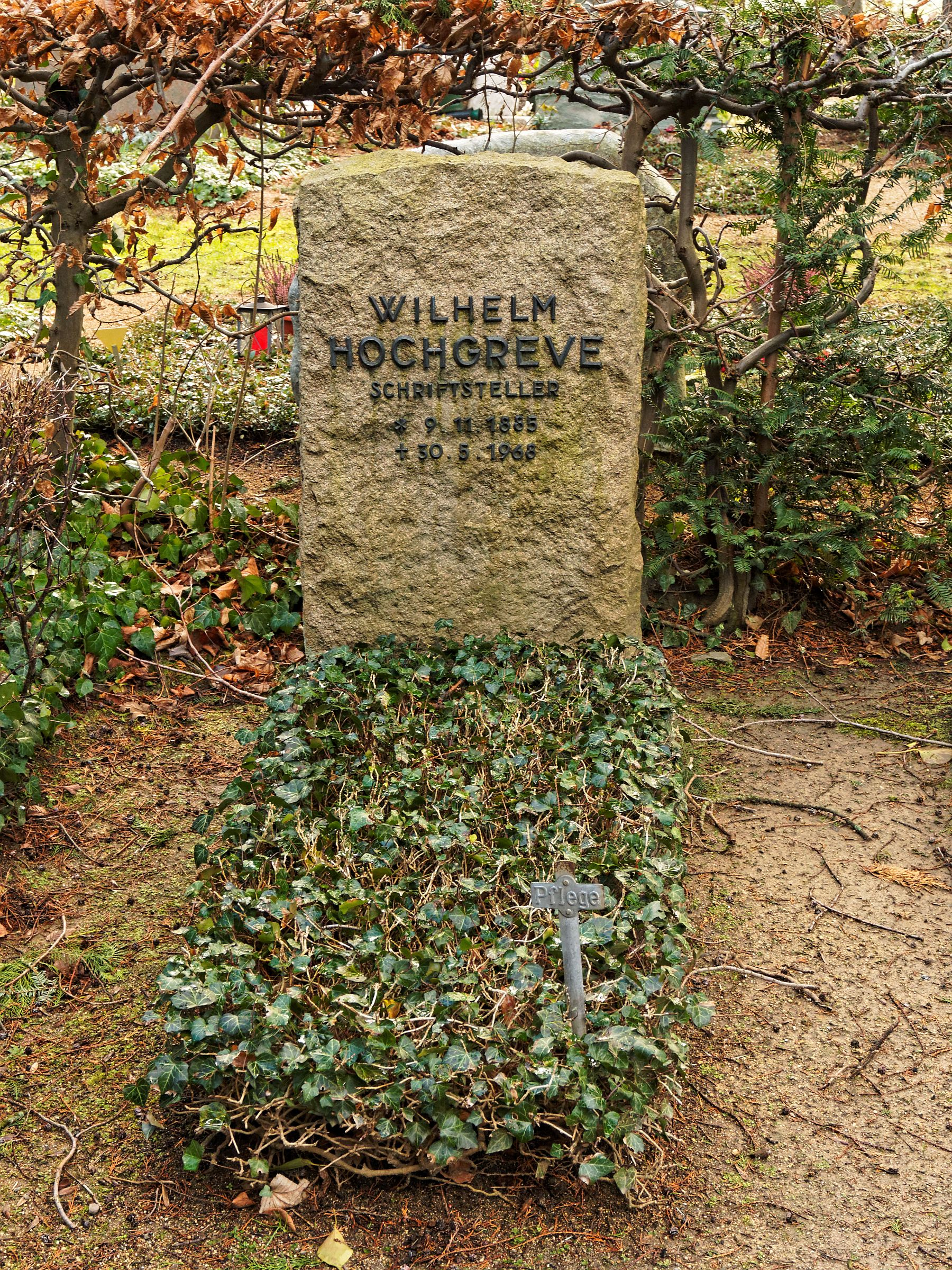
Grabstelle auf dem Alten Friedhof in Goslar

- Unsere Jägersprache, 1963

## Auszeichnungen
- 1958: Goslarer Kulturpreis